# Kateřina Siniaková
Kateřina Siniaková (Hradec Králové, 1996. május 10. –) cseh hivatásos teniszezőnő, párosban és vegyes párosban olimpiai bajnok, világelső, tízenegyszeres Grand Slam-győztes, háromszoros junior Grand Slam-tornagyőztes, az ITF kétszeres páros világbajnoka (2018, 2022), év végi páros világbajnok (2021).
2022-ben lett az egyike annak a négy női páros teniszversenyzőnek, aki elérte a karrier Super Slam-et, azaz pályafutása során mind a négy Grand Slam-tornát, az olimpiai aranyérmet és az év végi bajnoki címet is megnyerte.
2012-ben kezdte profi pályafutását. Öt egyéni és 30 páros WTA-torna győztese, emellett két egyéni WTA125K-, valamint nyolc egyéni és öt páros ITF-tornán végzett az első helyen. Legjobb egyéni világranglista-helyezése a 27. hely volt 2024. június 27-én, párosban az 1. helyre 2018. október 22-én került és 33 héten keresztül őrizte helyét, majd 2021. november 15-én 29 hétre, és 2022. szeptember 12-én 52 hétre ismét a páros világranglista élére állt. 2023. szeptember 10-én egy hétre átadta az elsőséget, de 2023. szeptember 18-tól egy hétig ismét ő vezette a ranglistát. 2024. szeptember 9-én ismét, immár ötödször a páros világranglista élére került, amelyet 46 héten át tartott. Összesen 161 héten keresztül volt ő a páros világelső. 
2013-ban egyéniben döntőt játszott a junior lányok versenyén az Australian Openen, majd Barbora Krejčíkovával párban megnyerték a Roland Garroson, Wimbledonban és a US Openen is a junior lányok páros versenyét. A felnőtt Grand Slam tornákon legjobb eredményeként ugyancsak Barbora Krejčíkovával párosban megnyerték a 2018-as és a 2021-es Roland Garrost, a 2018-as és a 2022-es wimbledoni teniszbajnokságot, a 2022-es és a 2023-as Australian Opent, valamint a 2022-es US Opent. A nyolcadik Grand Slam-tornagyőzelmét a 2024-es Roland Garroson az amerikai Cori Gauff, míg a kilencediket a 2024-es wimbledoni teniszbajnokságon az amerikai Taylor Townsend párjaként szerezte meg, ahogyan a tizediket is az amerikaival együtt nyerte a 2025-ös Australian Openen. Egyéniben a legjobb eredményét a 2019-es Roland Garroson érte el, amelyen a 4. fordulóba jutott.
Olimpiai  bajnoki címet szerzett a 2020. évi olimpián Tokióban. 2024-ben vegyes párosban aranyérmet szerzett a párizsi olimpián.
2017 óta Csehszlovákia Fed-kupa-válogatottjának tagja.
2018-ban és 2022-ben is megkapta a Nemzetközi Tenisz Szövetség az ITF páros világbajnoka címét. 2021-ben Barbora Krejčíkovával párosban megnyerte az év végi világbajnokságot.

## Junior Grand Slam-döntői

### Páros

#### Győzelmek (3)
| Év   | Bajnokság     | Borítás | Partner            | Ellenfél                              | Eredmény |
| ---- | ------------- | ------- | ------------------ | ------------------------------------- | -------- |
| 2013 | Roland Garros | Salak   | Barbora Krejčíková | Doménica González Beatriz Haddad Maia | 7–5, 6–2 |
| 2013 | Wimbledon     | Fű      | Barbora Krejčíková | Anhelina Kalinyina Irina Simanovics   | 6–3, 6–1 |
| 2013 | US Open       | Kemény  | Barbora Krejčíková | Belinda Bencic Sara Sorribes Tormo    | 6–3, 6–4 |

## Grand Slam-döntői

### Páros

#### Győzelmei (10)
| Év   | Bajnokság       | Borítás | Partner            | Ellenfél                          | Eredmény         |
| ---- | --------------- | ------- | ------------------ | --------------------------------- | ---------------- |
| 2018 | Roland Garros   | Salak   | Barbora Krejčíková | Eri Hozumi Makoto Ninomiya        | 6–3, 6–3         |
| 2018 | Wimbledon       | Fű      | Barbora Krejčíková | Nicole Melichar Květa Peschke     | 6–4, 4–6, 6–0    |
| 2021 | Roland Garros   | Salak   | Barbora Krejčíková | Bethanie Mattek-Sands Iga Świątek | 6–4, 6–2         |
| 2022 | Australian Open | Kemény  | Barbora Krejčíková | Anna Danilina Beatriz Haddad Maia | 6–7(3), 6–4, 6–4 |
| 2022 | Wimbledon       | Fű      | Barbora Krejčíková | Elise Mertens Csang Suaj          | 6–2, 6–4         |
| 2022 | US Open         | Kemény  | Barbora Krejčíková | Catherine McNally Taylor Townsend | 3–6, 7–5, 6–1    |
| 2023 | Australian Open | Kemény  | Barbora Krejčíková | Aojama Súko Sibahara Ena          | 6–4, 6–3         |
| 2024 | Roland Garros   | Salak   | Cori Gauff         | Sara Errani Jasmine Paolini       | 7–6(5), 6–3      |
| 2024 | Wimbledon       | Fű      | Taylor Townsend    | Gabriela Dabrowski Erin Routliffe | 7–6(5), 7–6(1)   |
| 2025 | Australian Open | Kemény  | Taylor Townsend    | Hszie Su-vej Jeļena Ostapenko     | 6–2, 6–7(4), 6–3 |

#### Elveszített döntői (2)
| Év   | Bajnokság       | Borítás | Partner            | Ellenfél                       | Eredmény |
| ---- | --------------- | ------- | ------------------ | ------------------------------ | -------- |
| 2017 | US Open         | Kemény  | Lucie Hradecká     | Csan Jung-zsan Martina Hingis  | 3–6, 2–6 |
| 2021 | Australian Open | Kemény  | Barbora Krejčíková | Elise Mertens Arina Szabalenka | 2–6, 3–6 |

### Vegyes páros

#### Győzelmei (1)
| Év   | Bajnokság | Borítás | Partner     | Ellenfél                    | Eredmény       |
| ---- | --------- | ------- | ----------- | --------------------------- | -------------- |
| 2025 | Wimbledon | Fű      | Sem Verbeek | Luisa Stefani Joe Salisbury | 7–6(3), 7–6(3) |

## WTA-döntői

### Egyéni

#### Győzelmei (5)
| Összesítés            |                              |
| Grand Slam-torna (0)  |                              |
| Premier Mandatory (0) | WTA 1000 (kötelező)* (0)     |
| Premier Five (0)      | WTA 1000 (nem kötelező)* (0) |
| Premier (0)           | WTA 500* (0)                 |
| International (2)     | WTA 250* (3)                 |

*2021-től megváltozott a tornák kategóriáinak elnevezése.
| No. | Dátum                | Helyszín                      | Borítás | Ellenfél a döntőben | Eredmény a döntőben | Eredmény a döntőben |
| 1.  | 2017. január 7.      | Shenzhen Open, Sencsen        | Kemény  | Alison Riske        | 6–3, 6–4            |                     |
| 2.  | 2017. július 30.     | Swedish Open, Båstad          | Salak   | Caroline Wozniacki  | 6–3, 6–4            |                     |
| 3.  | 2022. szeptember 18. | Slovenia Open, Portorož       | Kemény  | Jelena Ribakina     | 6–7(4), 7–6(5), 6–4 |                     |
| 4.  | 2023. július 1.      | Bad Homburg Open, Bad Homburg | Fű      | Lucia Bronzetti     | 6–2, 7–6(5)         |                     |
| 5.  | 2023. október 22.    | Jiangxi Open, Nancsang        | Kemény  | Marie Bouzková      | 1–6, 7–6(5), 7–6(4) |                     |

#### Elveszített döntői (5)
| No. | Dátum                | Helyszín                      | Borítás | Ellenfél a döntőben | Eredmény a döntőben | Eredmény a döntőben |
| 1.  | 2016. július 18.     | Swedish Open, Båstad          | Salak   | Laura Siegemund     | 5–7, 1–6            |                     |
| 2.  | 2016. szeptember 12. | HP Open, Tokió                | Kemény  | Christina McHale    | 6–3, 4–6, 4–6       |                     |
| 3.  | 2018. január 6.      | Shenzhen Open, Sencsen        | Kemény  | Simona Halep        | 1–6, 6–2, 0–6       |                     |
| 4.  | 2021. június 26.     | Bad Homburg Open, Bad Homburg | Fű      | Angelique Kerber    | 3–6, 2–6            |                     |
| 5.  | 2023. október 15.    | Hong Kong Open, Hongkong      | Kemény  | Leylah Fernandez    | 6–3, 4–6, 4–6       |                     |

### Páros

#### Győzelmei (30)
| Összesítés            |                              |
| Grand Slam-torna (10) |                              |
| Premier Mandatory (0) | WTA 1000 (kötelező)* (4)     |
| Premier Five (1)      | WTA 1000 (nem kötelező)* (0) |
| Premier (1)           | WTA 500* (4)                 |
| International (4)     | WTA 250* (3)                 |
| WTA Finals (1)        |                              |
| Olimpia (1)           |                              |

*2021-től megváltozott a tornák kategóriáinak elnevezése.
|     | Dátum                | Torna                                                          | Borítás    | Partner             | Ellenfelek a döntőben                   | Eredmény a döntőben | Eredmény a döntőben |
| 1.  | 2014. szeptember 13. | Tashkent Open, Taskent, Üzbegisztán                            | Kemény     | Aleksandra Krunić   | Margarita Gaszparjan Alekszandra Panova | 6–2, 6–1            |                     |
| 2.  | 2015. május 1.       | Sparta Prague Open, Prága, Csehország                          | Salak      | Belinda Bencic      | Katerina Bondarenko Eva Hrdinová        | 6–2, 6–2            |                     |
| 3.  | 2018. június 10.     | Roland Garros, Párizs, Franciaország                           | Salak      | Barbora Krejčíková  | Eri Hozumi Makoto Ninomiya              | 6–3, 6–3            |                     |
| 4.  | 2018. július 14.     | Wimbledoni teniszbajnokság, Egyesült Királyság                 | Fű         | Barbora Krejčíková  | Nicole Melichar Květa Peschke           | 6–4, 4–6, 6–0       |                     |
| 5.  | 2019. január 12.     | Apia International Sydney, Sydney, Ausztrália                  | Kemény     | Aleksandra Krunić   | Hozumi Eri Alicja Rosolska              | 6–1, 7–6(3)         |                     |
| 6.  | 2019. augusztus 11.  | Rogers Cup, Toronto, Kanada                                    | Kemény     | Barbora Krejčíková  | Anna-Lena Grönefeld Demi Schuurs        | 7–5, 6–0            |                     |
| 7.  | 2019. október 13.    | Ladies Linz, Linz, Ausztria                                    | Kemény (f) | Barbora Krejčíková  | Barbara Haas Xenia Knoll                | 6–4, 6–3            |                     |
| 9.  | 2021. február 7.     | Gippsland Trophy, Melbourne, Ausztrália                        | Kemény     | Barbora Krejčíková  | Csan Hao-csing Latisha Chan             | 6–3, 7–6(4)         |                     |
| 10. | 2021. május 8.       | Mutua Madrid Open, Madrid, Spanyolország                       | Salak      | Barbora Krejčíková  | Gabriela Dabrowski Demi Schuurs         | 6–4, 6–3            |                     |
| 11. | 2021. június 13.     | Roland Garros, Párizs, Franciaország                           | Salak      | Barbora Krejčíková  | Bethanie Mattek-Sands Iga Świątek       | 6–4, 6–2            |                     |
| 12. | 2021. augusztus 1.   | 2020-as olimpia, Tokió, Japán                                  | Kemény     | Barbora Krejčíková  | Belinda Bencic Viktorija Golubic        | 7–5, 6–1            |                     |
| 13. | 2021. október 23.    | Kreml Kupa, Moszkva, Oroszország                               | Kemény (f) | Jeļena Ostapenko    | Nagyija Kicsenok Raluca Olaru           | 6–2, 4–6, [10–8]    |                     |
| 14. | 2021. november 17.   | WTA Finals, Guadalajara, Mexikó                                | Kemény (f) | Barbora Krejčíková  | Hszie Su-vej Eise Mertens               | 6–3, 6–4            |                     |
| 15. | 2022. január 8.      | Yara Valley Vlassic, Melbourne, Ausztrália                     | Kemény     | Bernarda Pera       | Tereza Martincová Mayar Sherif          | 6–2, 6–7(7), [10–5] |                     |
| 16. | 2022. január 30.     | 2022-es Australian Open, Melbourne, Ausztrália                 | Kemény     | Barbora Krejčíková  | Anna Danilina Beatriz Haddad Maia       | 6–7(3), 6–4, 6–4    |                     |
| 17. | 2022. június 19.     | German Open, Berlin, Németország                               | Fű         | Storm Sanders       | Alizé Cornet Jil Teichmann              | 6–4, 6–3            |                     |
| 18. | 2022. július 10.     | 2022-es wimbledoni teniszbajnokság, London, Egyesült Királyság | Fű         | Barbora Krejčíková  | Elise Mertens Csang Suaj                | 6–2, 6–4            |                     |
| 19. | 2022. szeptember 11. | 2022-es US Open (tenisz), New York, Egyesült Államok           | Kemény     | Barbora Krejčíková  | Catherine McNally Taylor Townsend       | 3–6, 7–5, 6–1       |                     |
| 20. | 2022. október 9.     | Jasmin Open, Monasztir, Tunézia                                | Kemény     | Kristina Mladenovic | Kato Miju Angela Kulikov                | 6–2, 6–0            |                     |
| 21. | 2023. január 29.     | 2023-as Australian Open, Melbourne, Ausztrália                 | Kemény     | Barbora Krejčíková  | Aojama Súko Sibahara Ena                | 6–4, 6–3            |                     |
| 22. | 2023. március 19.    | Indian Wells Open, Indian Wells, Amerikai Egyesült Államok     | Kemény     | Barbora Krejčíková  | Beatriz Haddad Maia Laura Siegemund     | 6–1, 6–7(3), [10–7] |                     |
| 23. | 2023. szeptember 16. | San Diego Open, San Diego, Egyesült Államok                    | Kemény     | Barbora Krejčíková  | Danielle Collins Coco Vandeweghe        | 6–1, 6–4            |                     |
| 24. | 2024. február 25.    | Dubai Tennis Championships, Dubaj, Egyesült Arab Emírségek     | Kemény     | Storm Hunter        | Nicole Melichar-Martinez Ellen Perez    | 6–4, 6–2            |                     |
| 25. | 2024. június 19.     | Roland Garros, Párizs, Franciaország                           | Salak      | Cori Gauff          | Sara Errani Jasmine Paolini             | 7–6(5), 6–3         |                     |
| 26. | 2024. július 13.     | Wimbledon, London, Egyesült Királyság                          | Fű         | Taylor Townsend     | Gabriela Dabrowski Erin Routliffe       | 7–6(5), 7–6(1)      |                     |
| 27. | 2024. július 28.     | Prague Open, Prága, Csehország                                 | Salak      | Barbora Krejčíková  | Bethanie Mattek-Sands Lucie Šafářová    | 6–3, 6–3            |                     |
| 28. | 2024. október 27.    | Guangzhou Open, Kanton, Kína                                   | Kemény     | Csang Suaj          | Katarzyna Piter Stollár Fanny           | 6–3, 6–1            |                     |
| 29. | 2025. január 26.     | Australian Open, Melbourne, Ausztrália                         | Kemény     | Taylor Townsend     | Hszie Su-vej Jeļena Ostapenko           | 6–2, 6–7(4), 6–3    |                     |
| 30. | 2025. február 22.    | Dubai Tennis Championships, Dubaj, Egyesült Arab Emírségek     | Kemény     | Taylor Townsend     | Hszie Su-vej Jeļena Ostapenko           | 7–6(5), 6–4         |                     |

#### Elveszített döntői (16)
|     | Dátum                | Torna                                                      | Borítás      | Partner             | Ellenfelek a döntőben                   | Eredmény a döntőben | Eredmény a döntőben |
| 1.  | 2014. augusztus 3.   | Bank of the West Classic, Stanford                         | Kemény       | Paula Kania         | Garbiñe Muguruza Carla Suárez Navarro   | 2–6, 6–4, [5–10]    |                     |
| 2.  | 2015. szeptember 28. | Tashkent Open, Taskent                                     | Kemény       | Vera Dusevina       | Margarita Gaszparjan Alekszandra Panova | 1–6, 6–3, [2–10]    |                     |
| 3.  | 2017. február 5.     | Taiwan Open, Kaohsziang                                    | Kemény       | Lucie Hradecká      | Csan Hao-csing Csan Jung-zsan           | 4–6, 2–6            |                     |
| 4.  | 2017. március 18.    | BNP Paribas Open, Indian Wells                             | Kemény       | Lucie Hradecká      | Martina Hingis Csan Jung-zsan           | 6–7(4), 2–6         |                     |
| 5.  | 2017. április 9.     | WTA Charleston, Charleston, USA                            | Salak (zöld) | Lucie Hradecká      | Bethanie Mattek-Sands Lucie Šafářová    | 1–6, 6–4, [7–10]    |                     |
| 6.  | 2017. május 5.       | Sparta Prague Open, Prága                                  | Salak        | Lucie Hradecká      | Anna-Lena Grönefeld Květa Peschke       | 4–6, 6–7(3)         |                     |
| 7.  | 2017. szeptember 10. | US Open, New York                                          | Kemény       | Lucie Hradecká      | Csan Jung-zsan Martina Hingis           | 4–6, 6–7(3)         |                     |
| 8.  | 2018. január 6.      | Shenzhen Open, Sencsen                                     | Kemény       | Barbora Krejčíková  | Irina-Camelia Begu Simona Halep         | 6–1, 1–6, [8–10]    |                     |
| 9.  | 2018. április 1.     | Miami Open, Miami                                          | Kemény       | Barbora Krejčíková  | Ashleigh Barty Coco Vandeweghe          | 2–6, 1–6            |                     |
| 10. | 2018. október 28.    | 2018-as WTA Finals, Szingapúr                              | Kemény (f)   | Barbora Krejčíková  | Babos Tímea Kristina Mladenovic         | 4–6, 5–7            |                     |
| 11. | 2019. március 16.    | BNP Paribas Open, Indian Wells, Egyesült Államok           | Kemény       | Barbora Krejčíková  | Elise Mertens Arina Szabalenka          | 3–6, 2–6            |                     |
| 12. | 2020. november 15.   | Linz Open, Linz, Ausztria                                  | Kemény (f)   | Barbora Krejčíková  | Arantxa Rus Tamara Zidanšek             | 3–6, 4–6            |                     |
| 13. | 2021. február 19.    | Australian Open, Melbourne, Ausztrália                     | Kemény       | Barbora Krejčíková  | Elise Mertens Arina Szabalenka          | 2–6, 3–6            |                     |
| 14. | 2023. január 7.      | Adelaide International, Adelaide, Ausztrália               | Kemény       | Storm Hunter        | Asia Muhammad Taylor Townsend           | 2–6, 6–7(2)         |                     |
| 15. | 2023. június 25.     | German Open, Berlin, Németország                           | Fű           | Markéta Vondroušová | Caroline Garcia Luisa Stefani           | 6–4, 6–7(8), [4–10] |                     |
| 16. | 2024. március 17.    | Indian Wells Open, Indian Wells, Amerikai Egyesült Államok | Kemény       | Storm Hunter        | Hszie Su-vej Elise Mertens              | 3–6, 4–6            |                     |

## WTA 125K-döntői

### Egyéni: 2 (2–0)
| Eredmény | No. | Dátum              | Torna                                 | Borítás | Ellenfél a döntőben | Eredmény      |
| -------- | --- | ------------------ | ------------------------------------- | ------- | ------------------- | ------------- |
| Győztes  | 1.  | 2024. május 5.     | Catalonia Open, Lleida, Spanyolország | Salak   | Mayar Sherif        | 6–4, 4–6, 6–3 |
| Győztes  | 2.  | 2025. augusztus 2. | Polish Open, Varsó, Lengyelország     | Kemény  | Viktorija Golubic   | 6–1, 6–2      |

### Páros: 1 (1–0)
| Eredmény | No. | Dátum             | Torna                                   | Borítás    | Partner         | Ellenfél a döntőben             | Eredmény         |
| -------- | --- | ----------------- | --------------------------------------- | ---------- | --------------- | ------------------------------- | ---------------- |
| Győztes  | 1.  | 2014. november 3. | Open de Limoges, Limoges, Franciaország | Kemény (f) | Renata Voráčová | Babos Tímea Kristina Mladenovic | 2–6, 6–2, [10–5] |

## ITF döntői (12–4)

### Egyéni (8–1)
| Legend         |
| -------------- |
| $100,000 torna |
| $75,000 torna  |
| $50,000 torna  |
| $25,000 torna  |
| $15,000 torna  |
| $10,000 torna  |

| Eredmény | No. | Dátum                | Torna                              | Borítás     | Ellenfél               | Eredmény         |
| -------- | --- | -------------------- | ---------------------------------- | ----------- | ---------------------- | ---------------- |
| Győztes  | 1.  | 2013. március 4.     | Frauenfeld, Svájc                  | Szőnyeg (f) | Kathinka von Deichmann | 6–3, 4–6, 6–4    |
| Győztes  | 2.  | 2013. augusztus 12.  | Westende, Belgium                  | Kemény      | Kateřina Vaňková       | 6–1, 6–3         |
| Győztes  | 3.  | 2013. szeptember 30. | Budapest, Magyarország             | Salak       | Alberta Brianti        | 3–6, 6–2, 6–1    |
| Győztes  | 4.  | 2013. november 11.   | Zawada, Lengyelország              | Szőnyeg (f) | Nina Zander            | 6–1, 6–3         |
| Győztes  | 5.  | 2014. május 26.      | Maribor, Szlovénia                 | Salak       | Yvonne Neuwirth        | 6–1, 7–5         |
| Győztes  | 6.  | 2014. október 27.    | Nantes, Franciaország              | Kemény (f)  | Unsz Dzsábir           | 7–5, 6–2         |
| Győztes  | 7.  | 2016. május 9.       | Trnava, Szlovákia                  | Salak       | Anastasija Sevastova   | 7–6(4), 5–7, 6–0 |
| Döntős   | 1.  | 2020. december 13.   | Dubaj, Egyesült Arab Emírségek     | Kemény      | Sorana Cîrstea         | 6–4, 3–6, 3–6    |
| Győztes  | 8.  | 2022. augusztus 7.   | Grodzisk Mazowiecki, Lengyelország | Kemény      | Magda Linette          | 6–4, 6–1         |

### Páros (4–3)
| Legend         |
| -------------- |
| $100,000 torna |
| $75,000 torna  |
| $50,000 torna  |
| $25,000 torna  |
| $15,000 torna  |
| $10,000 torna  |

| Eredmény | No. | Dátum              | Torna                          | Borítás    | Partner            | Ellenfél                                  | Eredmény             |
| -------- | --- | ------------------ | ------------------------------ | ---------- | ------------------ | ----------------------------------------- | -------------------- |
| Győztes  | 1.  | 2012. június 11.   | Jablonec nad Nisou, Csehország | Salak      | Victoria Kan       | Martina Borecká Petra Krejsová            | 6–4, 6–3             |
| Győztes  | 2.  | 2013. június 17.   | Lenzerheide, Svájc             | Salak      | Belinda Bencic     | Veronyika Kugyermetova Diāna Marcinkēviča | 6–0, 6–2             |
| Döntős   | 1.  | 2013. július 29.   | Bad Saulgau, Németország       | Salak      | Barbora Krejčíková | Laura-Ioana Andrei Elena Bogdan           | 7–6(11), 4–6, [8–10] |
| Győztes  | 3.  | 2013. augusztus 5. | Hechingen, Németország         | Salak      | Barbora Krejčíková | Laura-Ioana Andrei Laura Thorpe           | 6–1, 6–4             |
| Döntős   | 2.  | 2013. november 18. | Sarm es-Sejk, Egyiptom         | Salak      | Anna Morgina       | Bacsinszky Tímea Kristina Barrois         | 7–6(5), 0–6, [4–10]  |
| Győztes  | 4.  | 2014. május 26.    | Maribor, Szlovénia             | Salak      | Barbora Krejčíková | Cindy Burger Daniela Seguel               | 6–0, 6–1             |
| Döntős   | 3.  | 2015. november 2.  | Nantes, Franciaország          | Kemény (f) | Renata Voráčová    | Lenka Kunčíková Karolína Stuchlá          | 4–6, 2–6             |

## Eredményei Grand Slam-tornákon

### Egyéni
| Grand Slam | Australian Open | Australian Open   | Roland Garros  | Roland Garros    | Wimbledon      | Wimbledon           | US Open        | US Open             |
| Év         | Eredmény        | Utolsó ellenfél   | Eredmény       | Utolsó ellenfél  | Eredmény       | Utolsó ellenfél     | Eredmény       | Utolsó ellenfél     |
| 2014       | 1. kör          | Zarina Dias       | Selejtező (Q2) | Selejtező (Q2)   | Selejtező (Q1) | Selejtező (Q1)      | Selejtező (Q3) | Selejtező (Q3)      |
| 2015       | 2. kör          | I-C Begu          | 1. kör         | Carina Witthöft  | 1. kör         | Denisa Allertová    | 1. kör         | Agnieszka Radwańska |
| 2016       | 1. kör          | Bacsinszky Tímea  | 1. kör         | C Suárez Navarro | 3. kör         | Agnieszka Radwańska | 2. kör         | Caroline Garcia     |
| 2017       | 1. kör          | Julia Görges      | 1. kör         | J Alekszandrova  | 1. kör         | María Szákari       | 1. kör         | Elina Szvitolina    |
| 2018       | 2. kör          | Elina Szvitolina  | 3. kör         | Barbora Strýcová | 3. kör         | Camila Giorgi       | 3. kör         | Leszja Curenko      |
| 2019       | 1. kör          | Belinda Bencic    | 4. kör         | Madison Keys     | 2. kör         | Konta Johanna       | 1. kör         | Sorana Cîrstea      |
| 2020       | 1. kör          | Petra Kvitová     | 3. kör         | Kiki Bertens     | elmaradt       | elmaradt            | 1. kör         | Kaia Kanepi         |
| 2021       | 1. kör          | Fiona Ferro       | 3. kör         | Tamara Zidanšek  | 3. kör         | Ashleigh Barty      | 2. kör         | María Szákari       |
| 2022       | 1. kör          | Anett Kontaveit   | 2. kör         | Leylah Fernandez | 1. kör         | Maja Chwalińska     | 2. kör         | Alizé Cornet        |
| 2023       | 1. kör          | Cori Gauff        | 1. kör         | Peyton Stearns   | 2. kör         | Leszja Curenko      | 1. kör         | Anna Kalinszkaja    |
| 2024       | 2. kör          | Viktorija Golubic | 2. kör         | Chloé Paquet     | 2. kör         | Julija Putyinceva   | 1. kör         | Madison Keys        |
| 2025       | 1. kör          | Iga Świątek       | 1. kör         | Darja Kaszatkina | 2. kör         | Ószaka Naomi        |                |                     |

### Páros
| Grand Slam | Australian Open                | Australian Open                | Roland Garros               | Roland Garros                   | Wimbledon                      | Wimbledon                           | US Open                        | US Open                              |
| Év         | Eredmény Partner               | Utolsó ellenfél                | Eredmény Partner            | Utolsó ellenfél                 | Eredmény Partner               | Utolsó ellenfél                     | Eredmény Partner               | Utolsó ellenfél                      |
| 2014       | –                              | –                              | –                           | –                               | –                              | –                                   | –                              | –                                    |
| 2015       | 1. kör Belinda Bencic          | Martina Hingis Flavia Pennetta | 3. kör Belinda Bencic       | B Mattek-Sands Lucie Šafářová   | 2. kör Belinda Bencic          | A Kudrjavceva A Pavljucsenkova      | 1. kör Belinda Bencic          | M Gaszparjan A Panova                |
| 2016       | 1. kör Vera Dusevina           | Babos Tímea Katarina Srebotnik | Elődöntő Barbora Krejčíková | J Makarova J Vesznyina          | 1. kör Barbora Krejčíková      | A Medina Garrigues A Parra Santonja | Negyeddöntő Barbora Krejčíková | Martina Hingis Coco Vandeweghe       |
| 2017       | 1. kör Lucie Hradecká          | A-L Grönefeld Květa Peschke    | Elődöntő Lucie Hradecká     | Ashleigh Barty Casey Dellacqua  | 3. kör Lucie Hradecká          | Ninomija Makoto Renata Voráčová     | Döntő Lucie Hradecká           | Csan Jung-zsan Martina Hingis        |
| 2018       | 3. kör Barbora Krejčíková      | J Makarova J Vesznyina         | Győztes Barbora Krejčíková  | Eri Hozumi Makoto Ninomiya      | Győztes Barbora Krejčíková     | Nicole Melichar Květa Peschke       | Elődöntő Barbora Krejčíková    | Ashleigh Barty Coco Vandeweghe       |
| 2019       | Negyeddöntő Barbora Krejčíková | Samantha Stosur Csang Suaj     | 1. kör Barbora Krejčíková   | Nagyija Kicsenok Abigail Spears | Elődöntő Barbora Krejčíková    | Gabriela Dabrowski Hszü Ji-fan      | 1. kör Julia Görges            | Cori Gauff Catherine McNally         |
| 2020       | Elődöntő Barbora Krejčíková    | Hszie Su-vej Barbora Strýcová  | Elődöntő Barbora Krejčíková | Babos Tímea Kristina Mladenovic | elmaradt                       | elmaradt                            | 2. kör A-L Friedsam            | Anna Blinkova V Kugyermetova         |
| 2021       | Döntő Barbora Krejčíková       | Elise Mertens Arina Szabalenka | Győztes Barbora Krejčíková  | B Mattek-Sands Iga Świątek      | Negyeddöntő Barbora Krejčíková | V Kugyermetova Jelena Vesznyina     | 1. kör Barbora Krejčíková      | Magda Linette Bernarda Pera          |
| 2022       | Győztes Barbora Krejčíková     | Anna Danilina B Haddad Maia    | –                           | –                               | Győztes Barbora Krejčíková     | Elise Mertens Csang Suaj            | Győztes Barbora Krejčíková     | Catherine McNally Taylor Townsend    |
| 2023       | Győztes Barbora Krejčíková     | Aojama Súko Sibahara Ena       | 1. kör Barbora Krejčíková   | Ulrikke Eikeri Hozumi Eri       | –                              | –                                   | 2. kör Barbora Krejčíková      | Barbora Strýcová Markéta Vondroušová |
| 2024       | Elődöntő Storm Hunter          | Hszie Su-vej Elise Mertens     | Győztes Cori Gauff          | Sara Errani Jasmine Paolini     | Győztes Taylor Townsend        | Gabriela Dabrowski Erin Routliffe   | Elődöntő Taylor Townsend       | Kristina Mladenovic Csang Suaj       |
| 2025       | Győztes Taylor Townsend        | Hszie Su-vej Jeļena Ostapenko  | Negyeddöntő Taylor Townsend | Anna Danilina Aleksandra Krunić | Elődöntő Taylor Townsend       | Hszie Su-vej Jeļena Ostapenko       |                                |                                      |

## Év végi világranglista-helyezései
| Év     | 2012  | 2013 | 2014 | 2015 | 2016 | 2017 | 2018 | 2019 | 2020 | 2021 | 2022 | 2023 | 2024 |
| Egyéni | 1068. | 211. | 74.  | 108. | 49.  | 49.  | 31.  | 58.  | 64.  | 49.  | 47.  | 45.  | 46.  |
| Páros  | 1083. | 348. | 86.  | 58.  | 35.  | 13.  | 1.   | 7.   | 8.   | 1.   | 1.   | 10.  | 1.   |